# Gare de La Chapelle-Saint-Ursin-Bourg
Pour les articles homonymes, voir Gare de Bourg.
La gare de La Chapelle-Saint-Ursin-Bourg est une gare ferroviaire française fermée de la ligne de Bourges à Miécaze, située sur le territoire de la commune de La Chapelle-Saint-Ursin, dans le département du Cher, en région Centre-Val de Loire.

## Situation ferroviaire
Établie à 142 mètres d'altitude, la gare fermée de La Chapelle-Saint-Ursin-Bourg est située au point kilométrique (PK) 229,682 de la ligne de Bourges à Miécaze entre l'extrémité de la ligne et la gare de La Chapelle-Saint-Ursin - Morthomiers (uniquement marchandises).

## Patrimoine ferroviaire
L'ancien bâtiment voyageurs et l'abri du quai 2.